# Lip Service
Lip Service (As Liberais (título em Portugal) ) é uma série televisiva escocesa dramática que conta as histórias e romances de um grupo de lésbicas da Glasgow actual. O programa estreou em 12 de outubro de 2010 no canal BBC3, contando com Laura Fraser, Ruta Gedmintas e Fiona Button, nos papéis principais. Em Dezembro de 2010 a BBC confirmou uma segunda temporada da série.
No Brasil a série é transmitida no Canal Max HD. Em Portugal a série estreou com o nome As Liberais, na Sic Radical a 28 de Outubro de 2011.
Em março de 2013 teve seu cancelamento anunciado por sua criadora.

## Personagens
- Cat Mackenzie - (Laura Fraser)
- Frankie Alan - (Ruta Gedmintas)
- Tess Roberts - (Fiona Button)
- Jay Bryan Adams - (Emun Elliot)
- Ed Mackenkie  - (James Anthony Pearson)
- Trudie - (Mandy Sinewy)
- Lou Foster - (Roxanne McKee)
- Sam Murray - (Heather Peace)
- Sadie Anderson - (Natasha O'Keeffe)
- Becky - (Cush Jumbo)